# Silene hicesiae
Silene hicesiae är en nejlikväxtart som beskrevs av Salvatore Brullo och Signorello. Silene hicesiae ingår i släktet glimmar, och familjen nejlikväxter. Inga underarter finns listade i Catalogue of Life.

## Bildgalleri

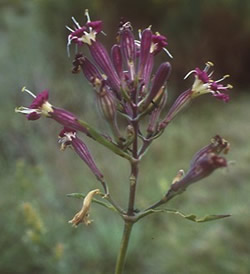
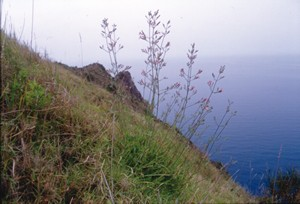
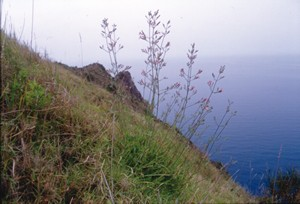